# 트럼프 인터내셔널 호텔 라스베이거스

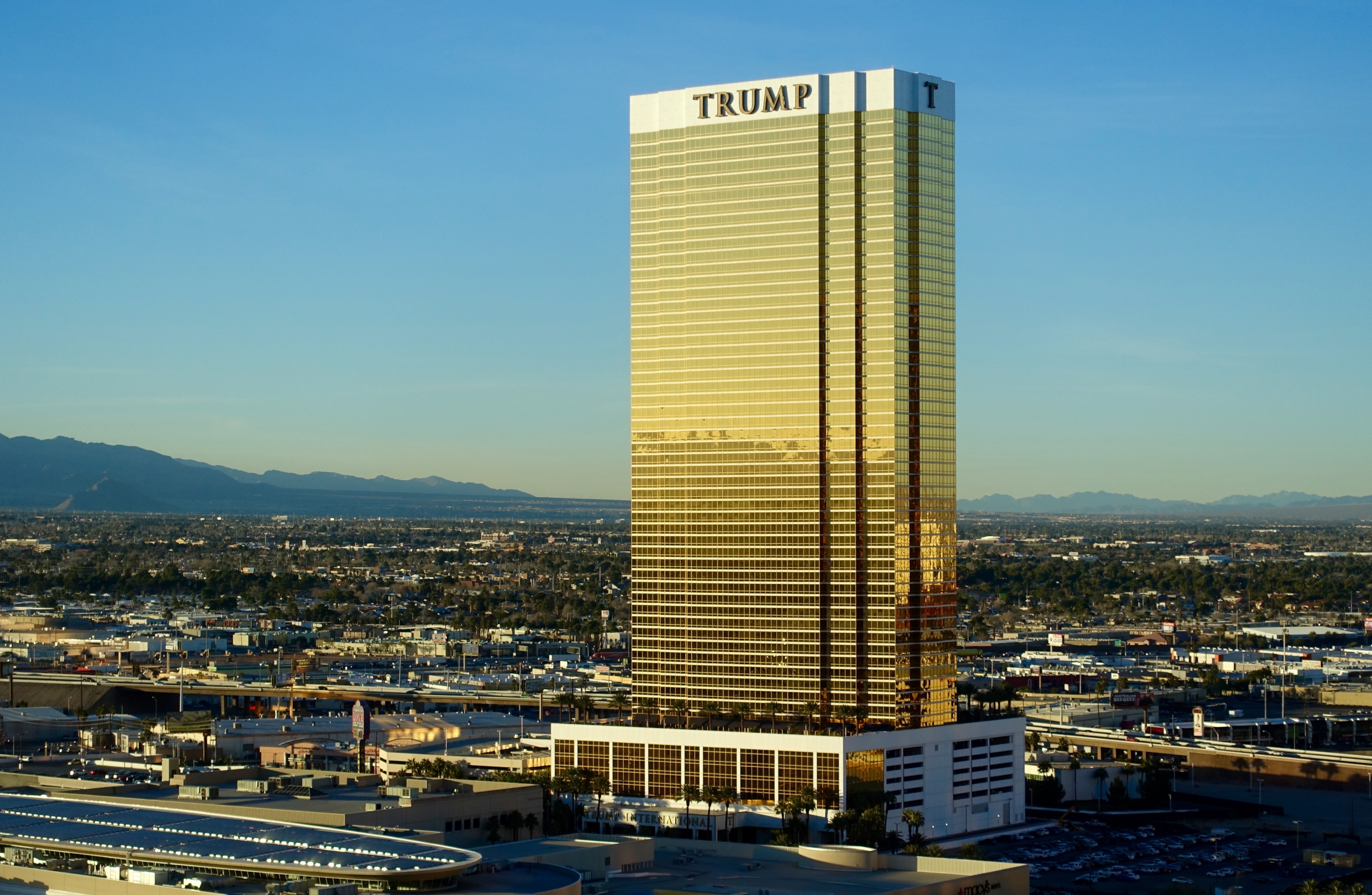

트럼프 인터내셔널 호텔 라스베이거스(Trump International Hotel Las Vegas)는 미국 네바다주 파라다이스 패션쇼 드라이브(Fashion Show Drive)에 위치한 64층 규모의 호텔, 콘도미니엄, 시분할로 일부 소유주인 도널드 트럼프(Donald Trump)의 이름을 따서 명명되었다. 패션쇼 몰 근처 3.46에이커(14,000m2) 규모의 이전 뉴 프론티어 호텔 및 카지노 부지 뒤 윈 라스베이거스 길 아래에 위치하고 있으며 비주거용 호텔 콘도와 주거용 콘도를 모두 갖추고 있다. 외부 유리에는 금이 주입되어 있다.
이 호텔은 2008년 3월 31일에 문을 열었으며 객실은 1,282개이다. 개발자의 이니셜인 DJT와 풀사이드 레스토랑인 H2(eau)라는 두 개의 레스토랑이 있다. 트럼프는 첫 번째 타워 옆에 동일한 두 번째 타워를 건설하겠다고 발표했지만 이 계획은 2000년대 중반 경기 침체 이후 중단되었다. 622피트(190m)로 라스베가스에서 가장 높은 주거용 건물이다. 2012년 9월, 트럼프 기업(Trump Organization)은 트럼프 인터내셔널 호텔 라스베이거스의 콘도미니엄 약 300채를 힐튼 월드와이드의 시분할 사업부인 힐튼 그랜드 베케이션스(Hilton Grand Vacations)에 매각했다고 발표했다.